# سفارت بریتانیا در اسلو
سفارت بریتانیا در اسلو (به لاتین: Embassy of the United Kingdom) یک منطقهٔ مسکونی و نمایندگی سیاسی این کشور در نروژ است که در Oslo Municipality واقع شده‌است.